# 로쿠하라역
로쿠하라역(일본어: 六原駅)은 일본 이와테현 이사와군 가네가사키정에 있는 동일본 여객철도 · 일본화물철도 도호쿠 본선의 역이다. 단선 · 섬식의 형태를 합친 복합 구조의 철도 역사이다.

## 타는 곳
| 1 | ■ 도호쿠 본선 | (하행) | 기타카미 · 모리오카 방면              |
| 2 | ■ 도호쿠 본선 |        | 대피선 (정기여객열차로의 사용은 없다) |
| 3 | ■ 도호쿠 본선 | (상행) | 미즈사와 · 이치노세키 방면            |

## 화물역
일본화물철도의 역은, 전용선 발착의 컨테이너 화물 · 전용선 발착의 차급화물의 취급역으로 되어 있다.
본선 서쪽으로 따라서 기타카미, 기타카미 하이테크 페이퍼(구 · 미쓰비시 제지 기타카미 공장)로 이르는 총 길이 0.8km의 전용선이 있다. 이 전용선은, 종이 제품의 발송이나, 사카타코 역부터 수송되었던 액체 염소의 반입등으로 사용되어 있다.
화물열차는, 리쿠젠산노역발 하치노헤 화물 역 행의 임시 전용 화물 열차가 정차해 해산 · 연결을 실시한다. 해결을 실시하는 열차는 1개 밖에 없기 때문에 이 역을 출발해 센다이 방면으로 향하는 열차는 일단 모리오카 화물 터미널 역으로 향해, 이 역으로 상행 열차에 계주되었다.

## 이용 현황
| 연도     | 하루 평균 승차 인원 | 연도     | 하루 평균 승차 인원 |
| 2000년도 | 241                 | 2006년도 | 217                 |
| 2001년도 | 246                 | 2007년도 | 205                 |
| 2002년도 | 227                 | 2008년도 | 206                 |
| 2003년도 | 230                 | 2009년도 | 217                 |
| 2004년도 | 228                 | 2010년도 | 206                 |
| 2005년도 | 231                 |          |                     |
| -------- | ------------------- | -------- | ------------------- |

## 역 주변
- 이온 슈퍼 센터 가네가사키점
- 기타카미강
- 기타카미 하이테크 페이퍼
- 도호쿠 자동차도 기타카미카네가사키 나들목

## 역사
- 1922년 5월 20일 : 미카지리 신호장(일본어: 三ヶ尻信号場)으로 개설.
- 1937년 2월 1일 : 역으로 승격. 로쿠하라역으로 개업.
- 1987년 4월 1일 : 민영화에 따라, 동일본 여객철도로 이관.

## 인접 정차역
| 도호쿠 본선                | 도호쿠 본선   | 도호쿠 본선            |
| -------------------------- | ------------- | ---------------------- |
| 가네가사키 이치노세키 방면 | ■ 도호쿠 본선 | 기타카미 모리오카 방면 |